# 埃爾西 (密西根州)
埃爾西（英語：Elsie）是位於美國密西根州克林頓縣的一個村。

## 人口
根據2020年美國人口普查的數據，埃爾西的面積為3.05平方千米，當中陸地面積為2.96平方千米，而水域面積為0.09平方千米。當地共有人口930人，而人口密度為每平方千米304人。